# 诺伊西斯
诺伊西斯（德語：Neusiß，發音：[ˈnɔʏzɪs]）是德国图林根州伊尔姆县曾经的一个市镇，面积4.5平方千米，2017年12月31日人口为214人。2019年1月1日，诺伊西斯并入市镇普劳厄。